# Баранов В'ячеслав Петрович
В'ячеслав Баранов — радянський і український радіоспортсмен (позивний — UT5DL). Триразовий чемпіон СРСР (1982–1984 рр.), призер чемпіонату СРСР (1989), увійшов в десятку найкращих спортсменів року у змаганнях на ультракоротких хвилях (УКХ) (1983–1989). Виступав за збірну СРСР (1983–1989), був її капітаном. Майстер спорту СРСР міжнародного класу  із зв'язку на УКХ.
Першу свою радіостанцію відкрив у Казахстані в райцентрі Щербакти, де він колись мешкав разом із своєю сім'єю. Почав виступати у різних турнірах ще в армії. Завдяки тому, що знав азбуку Морзе, у війську виграв конкурс: у спортивній роті були змагання, які називалися «Полювання на лисиць» (радіопеленгація). За допомогою приймача потрібно було шукати сховані передавачі. Крім того, виконував ще прийом-передавання радіограм, радіобагатоборство — усім цим він теж займався. Як повернувся з армії, захищав честь Закарпатської області. Згодом захопився УКХ і теж почав їздити на змагання. 1983 р. йому вперше вдалося виграти чемпіонат України з цього виду спорту й потрапити до республіканської збірної. У той час він спочатку працював у Закарпатському радіоцентрі, згодом — у ДТСААФ інструктором з радіоспорту, потім — в ужгородській електромережі у службі радіозв’язку. У 80-ті займався деякими винаходами для Збройних сил. Так, свого часу за розробку нового датчика коду Морзе, який містив мікро-ЕВМ, отримав Державну премію СРСР. Нині працює в обласному радіоцентрі начальником цеху радіорелейних ліній. Національний суддя зі спорту (радіоспорт) (2010). Обирався головою Закарпатського обласного відділення Ліги Радіоаматорів України та Комітету радіозв'язку на УКХ федерації радіоспорту України. Мешкає в Ужгороді.
Учень Ярослава Васильовича Манька, який свого часу завоював чемпіонський титул міжнародного масштабу у номінації короткохвильовиків-міжнародників.